# Hrastovica (Chorwacja)
Hrastovica – wieś w Chorwacji, w żupanii sisacko-moslawińskiej, w mieście Petrinja. W 2011 roku liczyła 464 mieszkańców.